# Samsung S5230
Samsung GT-S5230 es un modelo de teléfono inteligente. También se conoce como Tocco Lite, Avila y Samsung Star. Se hizo pública su existencia en marzo de 2009, siendo distribuido a partir de  mayo de 2009 por Samsung. 
Está disponible en colores negro, blanco y rosa, además de una edición especial de plata. El teléfono tiene una pantalla LCD de 3.0 " con 262K colores WQVGA. En algunas tiendas seleccionadas el S5230 viene en un color negro y oro de edición limitada. Este dispositivo mide 104x53x11. 9mm. Utiliza un navegador WAP 2.0 y hace uso de Java MIDP 2.0 como su plataforma de soporte para Java. No tiene conectividad Wi-Fi (con excepción de las variantes S5230W y S5233W, que ha incorporado un módulo Wi-Fi) .
Una de las características que incluye, es una cámara de 3,2 megapíxeles con grabación de vídeo. La cámara tiene "Smile Shuter" y zoom digital de 4x. El teléfono tiene un software para edición de fotos y videos además de reconocimiento de música. Su memoria también se puede expandir a 32 GB. La interfaz de usuario incluye Widgets, que pueden mostrar información de Internet. El teléfono tiene un acelerómetro incorporado para los juegos de movimiento y otros usos.

## Especificaciones

### Plataforma
- GSM & EDGE 850/900/1800/1900 MHz
- Sistema Operativo: Propietario
- Interfaz de Usuario: TouchWiz 1.0
- WAP Navegador 2.0, basado en WebKit Open Source Project
- Java MIDP 2.0

### Tamaño
- Dimensiones: 106 x 53.5 x 11.8 mm
- Peso: 92 g

### Pantalla
- 3.0" TFT LCD, 240 x 400 pixeles (WQVGA) Resolución 262K colores
- Pantalla Táctil Resistente
- Pantalla Full Touch

### Batería
- Li-ion 1000 mAh
- Más de 10 horas en conversación
- Más de 900 h en modo "standby"
- Long lasting battery

### Cámara
- 3,2 megapixeles
- Zoom digital 4x
- Múltiples modos; Continuo / Mosaico / Único / Marco / Panorama / Disp. sonrisa
- Múltiples efectos; Blanco y Negro, Sepia, Negativo, Acuarela

### Video
- MPEG4/H.263/H.264/WMV/3GP video player
- 15fps@QVGA video recording
- MP4
- 320x180 bit rate 128

### Música y Sonido
- Reproductor de música
- Formatos admitidos; MP3, AAC, AAC+, e-AAC+, WMA, AMR, WAV
- 3D Sound Technology (DNSe)
- Librería Musical
- Digital Rights Management(DRM): WMDRM (ILA) OMADRM1.0 OMADRM2.0 (operator dependent)

### Juegos y Entretenimiento
- Juegos Java integrados
- Fondo de pantalla integrado
- Podcasting
- Fuente web RSS
- Radio FM con RDS

### Mensajería
- SMS/MMS
- Correo electrónico (POP3/SMTP/IMAP4)
- Diccionario T9
- Teclado QWERTY en modo horizontal
- Acelerómetro

### Memoria
- Memoria interna de 85 Mb
- Expansible hasta 32 GB con microSD
- 1000 contactos más SIM
- 500 mensajes (200 entrada, 200 enviados, 50 outbox, 50 draft)

Esas especificaciones fueron proveídas desde el sitio web de Samsung Mobile.

## Variantes
- En Argentina, Venezuela, Colombia, India, México y Australia se conoce como Samsung Star. También se utiliza este nombre en Sudáfrica, Brasil, Rusia, Italia, Bélgica y Portugal. En Polonia se conoce como Samsung Avila. En Pakistán, se comercializa con el nombre de Samsung GT-S5233A pero es ampliamente conocido como Samsung Star.

- El teléfono también está disponible en 3G, variante conocida como Samsung S5600 (conocida en Irlanda como Samsung Cara y en Italia como Samsung Halley), donde las principales diferencias son el tamaño pantalla (3.0 "), colores de la pantalla (16 millones), el tipo de pantalla táctil, su sensibilidad y la batería (980 mAh).
- El teléfono también viene en una variante conocida como Samsung S5230W que soporta Wi-Fi. Se llama Samsung Star Wifi.
- Existe también una variante del teléfono conocida como samsun S5233T que tiene sintonizador de TV, llamado Star TV
- También existe una versión de este teléfono que admite NFC, pero solo está disponible en forma limitada para su uso en ensayos NFC, variante conocida como Samsung S5230N .[6]

## Contenido de la caja
Los contenidos incluidos en la caja son:
- Teléfono
- Protector de pantalla
- Batería
- Cargador de batería
- Auriculares
- Software de instalación
- Cable USB
- Manual de usuario